# Coupe de Belgique féminine de football 2006-2007
Navigation
Édition précédente Édition suivante
La Coupe de Belgique de football féminin 2006-2007 est la 31e édition de la Coupe de Belgique. La finale se joue le 26 mai 2007 au Stade Roi-Baudouin à Bruxelles. Elle oppose le KFC Rapide Wezemaal (8e finale) au DVC Zuid-West Vlaanderen (3e finale).
Le KFC Rapide Wezemaal l'emporte et enlève sa 6e Coupe. Cette victoire permet aux Brabançonnes de réaliser leur 2e doublé Coupe-championnat

## Calendrier de la compétition
| Tour | Nom                 | Dates retenues            |
| ---- | ------------------- | ------------------------- |
| 1    | 1er tour            | 19 août 2006              |
| 2    | 2e tour             | 26 août 2006              |
| 3    | Seizièmes de finale | 1er novembre 2006         |
| 4    | Huitièmes de finale | 28 mars 2007              |
| 5    | Quarts de finale    | 4 avril 2007              |
| 6    | Demi-finales        | 25 avril 2007, 9 mai 2007 |
| 7    | Finale              | 26 mai 2007               |

## 1ertour
Le 1er tour se joue le samedi 19 août 2006. Les matchs se jouent en une manche. Se qualifient pour le 2e tour: Fémina Olympic Club Charleroi, Miecroob Veltem, K.Massenhoven VC, Zandvliet Sport, Ladies Oudenburg, KFC Merelbeke, Berchem Dames, Sporting Outgaarden, RUS Beloeil, K.Olsa Brakel, Ladies Willebroek, DAVO Waregem, Astrio Begijnendijk, R.Battice FC, ESF Gerpinnes. Se qualifient sans jouer: DV Lot, DV Opglabbeek, KVE Drongen, VVDG Lommel

## 2etour
Le 2e tour se joue le samedi 26 août 2006. Les matchs se jouent en une manche. Se qualifient pour les 16èmes de finale : DVC Land van Grimbergen, DV Borgloon, Cerkelladies Bruges, FCF Braine-Rebecq, KSV Jabbeke, FC Helson Helchteren, K.Kontich FC, SK Lebeke-Alost, Hewian Girls Lanaken, Dames VK Egem, KV Cercle Melle, K.Massenhoven VC, K Achterbroek VV, Miecroob Veltem, K.Olsa Brakel, R.Battice FC

## Seizièmes de finale
Les seizièmes de finale se jouent le mercredi 1er novembre 2006. Les matchs se jouent en une manche. 
| Équipe 1                 | Score           | Équipe 2              |
| DVC Land van Grimbergem  | 1 - 6           | RSC Anderlecht        |
| Dames VK Egem            | 0- 4            | Sinaai Girls          |
| Cerkelladies Bruges      | 0 - 4           | KFC Rapide Wezemaal   |
| KSV Jabbeke              | 0 - 7           | K.Vlimmeren Sport     |
| KFC Lentezon Beerse      | 1 - 1 (tab 5-3) | FCF Braine-Rebecq     |
| KV Cercke Melle          | 0 - 3           | FCF White Star Woluwé |
| VC Dames Eendracht Alost | 3 - 1           | SK Lebeke-Alost       |
| KVK Tirlemont            | 4 - 0           | DV Borgloon           |
| DVC Zuid-West Vlaanderen | 4 - 2           | Hewian Girls Lanaken  |
| SKOG Ostende             | 0 - 3           | K Achterbroek VV      |
| FC Helson Helchteren     | 1 - 4           | Oud-Heverlee Louvain  |
| K Kontich FC             | 2 - 3           | DV Famkes Merkem      |
| Standard Fémina de Liège | 7 - 0           | K.Massenhoven VC      |
| R.Battice FC             | 1 - 10          | Dames Zultse VV       |
| DVK Haacht               | 0 - 0 (tab 3-4) | Miecroob Veltem       |
| K.Olsa Brakel            |                 |                       |

## Huitièmes de finale
Les huitièmes de finale se jouent le mercredi 28 mars 2007. Les matchs se jouent en une manche.
| Équipe 1                 | Score | Équipe 2                 |
| Miecroob Veltem          | 0 - 6 | KFC Rapide Wezemaal      |
| KFC Lentezon Beerse      | 0 - 2 | DVC Zuid-West Vlaanderen |
| RSC Anderlecht           | 5 - 0 | DV Famkes Merkem         |
| FCF White Star Woluwé    | 4 - 0 | Dames Zultse VV          |
| K Achterbroek VV         | 0 - 5 | Sinaai Girls             |
| Standard Fémina de Liège | 2 - 1 | K.Olsa Brakel            |
| Oud-Heverlee Louvain     | 1 - 0 | KVK Tirlemont            |
| VC Dames Eendracht Alost | 0 - 1 | K.Vlimmeren Sport        |

## Quarts de finale
Les quarts de finale se jouent le mercredi 4 avril 2007. Les matchs se jouent en une manche
| Équipe 1              | Score | Équipe 2                 |
| FCF White Star Woluwé | 0 - 2 | DVC Zuid-West Vlaanderen |
| Oud-Heverlee Louvain  | 3 - 2 | Standard Fémina de Liège |
| KFC Rapide Wezemaal   | 3 - 0 | K.Vlimmeren Sport        |
| Sinaai Girls          | 2 - 1 | RSC Anderlecht           |

## Demi-finales
À ce niveau, les matchs se jouent en aller-retour. Les demi-finales se jouent le mercredi 25 avril 2007 pour les matchs aller, le mercredi 9 mai 2007 pour les matchs retour.
| Équipe 1            | Score | Équipe 2                 | Aller | Retour |
| Sinaai Girls        | 2-3   | DVC Zuid-West Vlaanderen | 2 - 1 | 0-2    |
| KFC Rapide Wezemaal | 4-2   | Oud-Heverlee Louvain     | 4 - 1 | 0-1    |

## Finale
| Équipes            | KFC Rapide Wezemaal-DVC Zuid-West Vlaanderen |
| Score              | 3 - 0                                        |
| Date               | Samedi 26 mai 2007                           |
| Stade              | Stade Roi-Baudouin, Bruxelles                |
| Arbitre            |                                              |
| Assistants-arbitre |                                              |
|                    |                                              |
|                    |                                              |
| Buts               |                                              |
| Cartes jaunes      |                                              |